# Goldener Strauch
Der Goldene Strauch nahe Remblinghausen im nordrhein-westfälischen Hochsauerlandkreis ist ein 653,9 m ü. NHN hoher Berg des Rothaargebirges im Sauerland.

## Geographie

### Lage
Der Goldene Strauch erhebt sich im Nordteil des Rothaargebirges. Sein Gipfel liegt 2,7 km südlich von Remblinghausen, 2,2 km südwestlich von Drasenbeck, 2,4 km westsüdwestlich von Höringhausen und 1,4 km westlich von Köttinghausen, drei Ortsteilen von Meschede, sowie 1 km nördlich von Mönekind (Schmallenberg) und 2,7 km ostnordöstlich von Herhagen (Eslohe). Auf dem Südosthang des Berges liegt auf rund 510 m Höhe der Weiler Einhaus und auf der Nordflanke bei rund 430 m Höhe der Weiler Ennert, die beide zu Meschede zählen.
Über den Goldenen Strauch verläuft die Wasserscheide zwischen dem Rarbach und der Henne im Westen und der Kleinen Henne im Osten. Auf dem Südwesthang des Berges entspringt der Schwormeckesiepen, dessen Wasser durch den Rarbach in die Henne mündet. Auf seiner Nordflanke liegt die Quelle des Remblinghausener Bachs, dessen Wasser unmittelbar in die Kleine Henne fließt; dorthin verläuft auch jenes des auf dem Südwesthang entspringenden Willohsiepen-Zuflusses Rosentalsiepen. Auf der Nordwestflanke liegt die Quelle der Dormecke und auf dem Westhang jene des Herhagener Siepens, deren Wasser jeweils direkt in die Henne fließen.

### Naturräumliche Zuordnung
Der Goldene Strauch gehört in der naturräumlichen Haupteinheitengruppe Süderbergland (Nr. 33), in der Haupteinheit Rothaargebirge (333) und in der Untereinheit Hochsauerländer Schluchtgebirge (333.8) zum Naturraum Henneborner Täler und Rücken (333.84). Seine Landschaft fällt in der Haupteinheit Sauerländer Senken (335) nach Nordosten in die Untereinheit Oberruhrgesenke (335.0) und nach Nordwesten und Norden in die Untereinheit Eslohe-Reister Senke (335.4) ab.

### Nebengipfel
Der Goldene Strauch hat drei Nebengipfel – sortiert nach Höhe in Meter über Normalhöhennull (NHN):
- Astenberg (594,9 m; ⊙), Nordnordosten; mit Sendemast[1]
- Bremscheid (ca. 581,4 m; ⊙), im Nordnordwesten[1]
- Murenberg (524,2 m; ⊙), im Südwesten[4]

## Landschaftsschutz
Auf dem Goldenen Strauch liegen Teile des Landschaftsschutzgebiets (LSG) Meschede (Teilfläche 1) (CDDA-Nr. 555555127; 1994 ausgewiesen; 158,7902 km² groß), und auf dem Südwesthang befindet sich das LSG Freiflächen bei Einhaus (CDDA-Nr. 555555138; 1994; 2,3 ha).

## Wirtschaft und Kyrill
Der Goldene Strauch wird überwiegend forstwirtschaftlich genutzt. Großteile seines Waldbestandes am West- und Nordhang wurden im Januar 2007 vom Orkan Kyrill zerstört, was den Berg zu einem guten Aussichtspunkt machte.